# نوسيكا

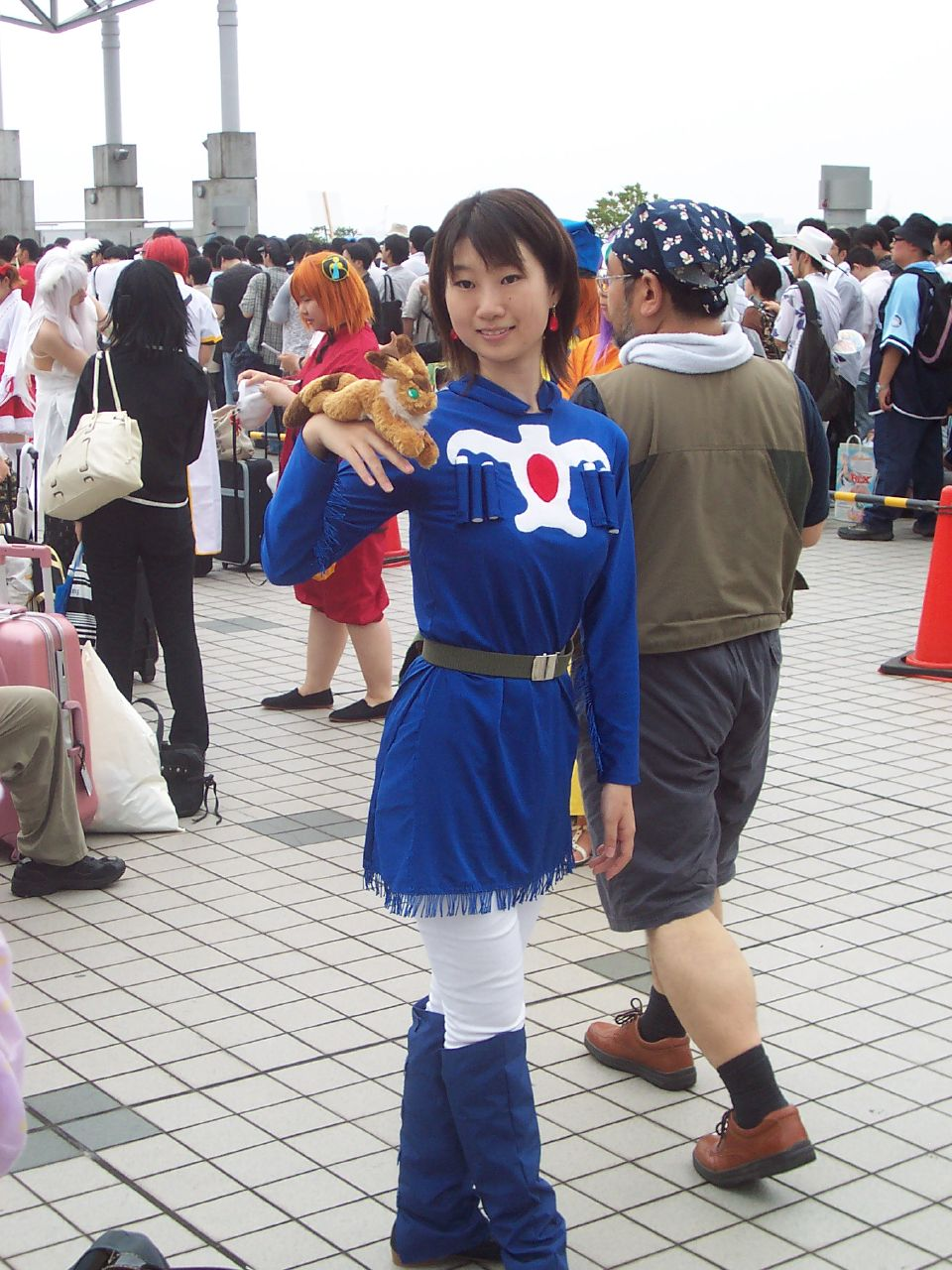
نوسيكا

نوسيكا هي بطلة المانغا من وادي الرياح كتبها هاياو ميازاكي و نشرت في الفترة بين فبراير 1982 ، مارس 1994 ، وكذلك فيلم الرسوم المتحركة الذي يحمل نفس الاسم صدر في السينما في مارس 1984 في اليابان في غشت 2006 في فرنسا. هي أميرة وادي الرياح وترعرعت لخلافة والدها المريض في بداية المانجا.[بحاجة لمصدر]